# Yoshiyuki Sadamoto
Yoshiyuki Sadamoto (貞本 義行 Sadamoto Yoshiyuki?), född den 29 januari 1962 i Tokuyama (numera Shūnan), Yamaguchi prefektur, Japan, är en japansk rollfigursdesigner, mangaka och en av grundarna av animestudion Gainax. Hans första arbete på Gainax var i Royal Space Force: The Wings of Honneamise år 1987. Han var även animatör i serien Gunbuster och Nadia: The Secret of Blue Water, samt den förstnämndas efterföljare Diebuster. Han var även delaktig i Gainax mest kända serie Neon Genesis Evangelion samt författare av dess mangaversion.